# Grumman J2F Duck
Grumman J2F Duck byl americký jednomotorový obojživelný dvouplošník užívaný ve druhé světové válce.

## Vývoj

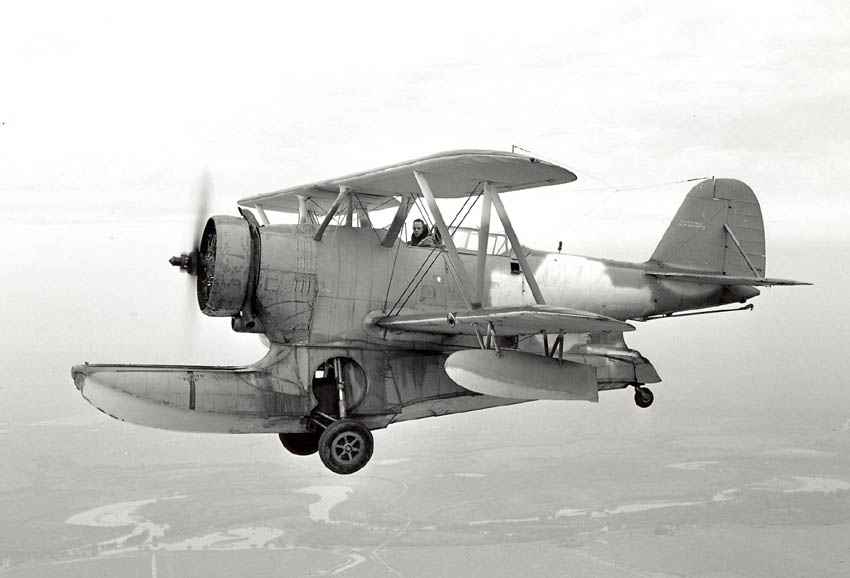
J2F-4

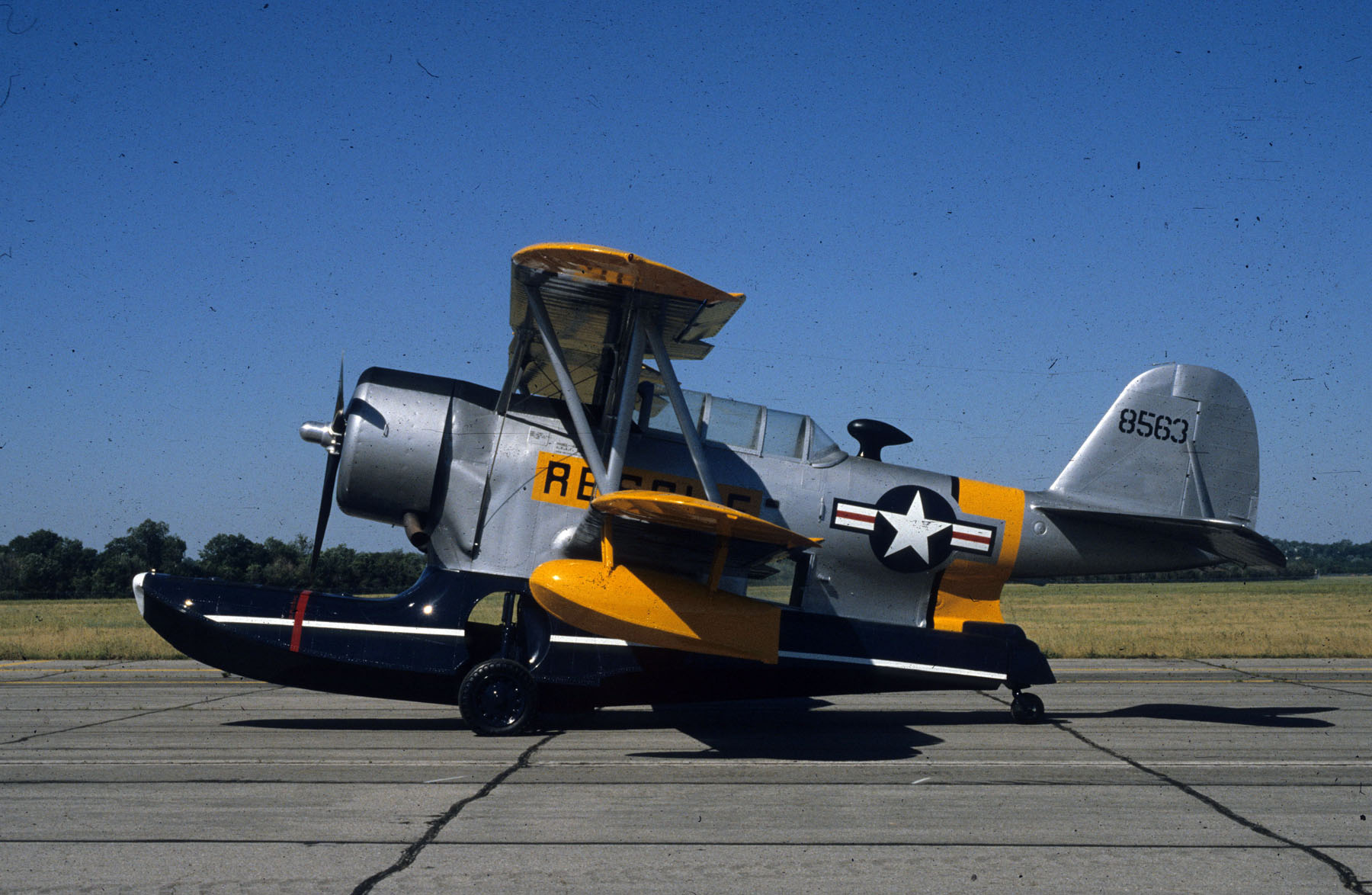
OA-12

Vycházel z dvoumístného prototypu XJF-1 zalétaného v Baldwinu na Long Islandu 24. dubna 1933 s hvězdicovým čtrnáctiválcem Pratt & Whitney R-1830-62 Wasp o výkonu 700 H.P. (522 kW). Výzbroj tvořil pohyblivý kulomet Browning ráže 7,62 mm, který obsluhoval letecký pozorovatel. Pod obě poloviny spodního křídla bylo možné zavěsit pumu nebo hlubinnou nálož o hmotnosti 45,4 kg. V zadní části trupu byl prostor pro dva cestující přístupný dveřmi na boku trupu. Stroj byl vybaven kolovým podvozkem, který se zatahoval do boku centrálního plováku. Ovladatelná ostruha s kolečkem na zádi plováku současně sloužila jako kormidlo při pohybu po vodě. V případě přistání na palubě letadlové lodi byl letoun vybaven záchytným hákem pod zádí trupu. Během letových testů se projevila směrová nestabilita, což bylo vyřešeno zvětšením SOP a změně jejího tvaru z trojúhelníkového na lichoběžníkový.
Námořní letectvo objednalo v roce 1934 27 strojů s podstatně výkonnějším dvouhvězdicovým motorem Pratt & Whitney R-1830-62 Twin Wasp o témže výkonu (522 kW) pod označením JF-1. První stroje se dostaly v červenci 1934 na palubu letadlové lodi USS Lexington (CV-2).
US Coast Guard obdrželo 14 kusů s devítiválcovými hvězdicovými motory Wright R-1820-102 Cyclone pod označením JF-2, jeden stroj koupilo US Marines a osm strojů pod označením G-20 Argentina. Dne 10. prosince 1934 byl s touto variantou nad zátokou Chesapeake ustanoven nový mezinárodní rychlostní rekord 306,8 km/h pro stroje své třídy.
V roce 1935 US Navy odebralo dalších pět obojživelných letounů, tentokrát s motory Wright R-1820-80 Cyclone pod typovým označením JF-3.
Stálý zájem o tuto kategorii letounů vedl k modernizaci základní koncepce. Dne 25. června 1935 byl zalétán prototyp zdokonaleného XJ2F-1 s pohonnou jednotkou Wright R-1820-20 Cyclone o výkonu 750 H.P. (559 kW). US Navy objednalo 89 strojů, US Marines 30 kusů ozbrojené varianty J2F-2 s motorem Wright R-1820-30 o výkonu 589,1 kW a stavitelnou vrtulí Hamilton Standard. Výzbroj J2F-2 byla rozšířena o pevný kulomet ráže 7,62 mm instalovaný v trupu. V roce 1939 bylo devět exemplářů upraveno na variantu J2F-2A se zdvojeným pohyblivým kulometem a dalšími závěsníky pro pumy pod spodním křídlem. Tyto upravené letouny sloužily u letky VMS-3 na Panenských ostrovech. Námořní letectvo USA následně odebralo 21 letounů J2F-3 s motory Wright R-1820-26 se zvýšeným plnicím tlakem s třílistou vrtulí stálých otáček a 31 kusů J2F-4 pro vlekání vzdušných terčů s motory Wright R-1820-30 o výkonu 633,8 kW. V roce 1939 čtyři stroje J2F-4 zakoupila Argentina, která je provozovala pod označením G-15.
V roce 1941 přišla velká zakázka na 144 strojů J2F-5 s motory Wright R-1820-54 o výkonu 1050 H.P. (783 kW) v prodlouženém krytu. Z této série odebrala některé kusy pobřežní stráž (USCG), jeden v roce 1942 armádní letectvo jako OA-12, který za války sloužil na Newfoundlandu a v Novém Skotsku. V roce 1948 zakoupila 22 kusů J2F-5 Argentina. 
V roce 1943 převzala licenční výrobu společnost Columbia Aircraft Corp. sídlící ve Valley Stream na Long Islandu, která vyráběla verzi J2F-6 s motory R-1820-64 o výkonu 1050 H.P. (783 kW). Jednalo se o stroj originální konstrukce, který byl vyráběn až do roku 1945. Pět strojů odebrala v roce 1948 Argentina a dalších pět J2F-6 z přebytků námořního letectva bylo upraveno pro operace v arktických oblastech jako OA-12A. Tři OA-12B přestavěné z vyřazených námořních strojů obdržela v roce 1948 Kolumbie a tři J2F-6 používalo mexické námořnictvo. Ještě na počátku 60. let jeden J2F sloužil u peruánského námořnictva.

## Uživatelé
- Argentina
  - Argentinské námořní letectvo
- Spojené státy americké
  - United States Army Air Forces
  - United States Coast Guard
  - United States Navy

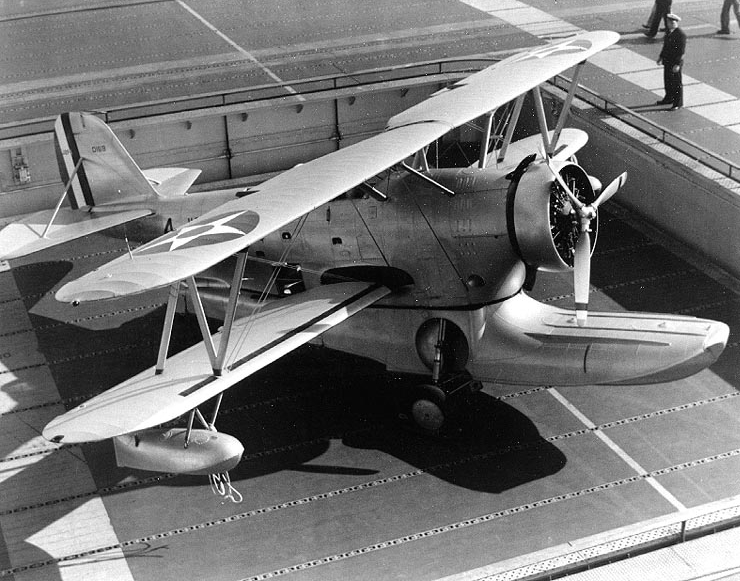
J2F-1 na palubním výtahu USS Yorktown (CV-5) v roce 1937

  - United States Marine Corps Aviation

## Specifikace (J2F-6)

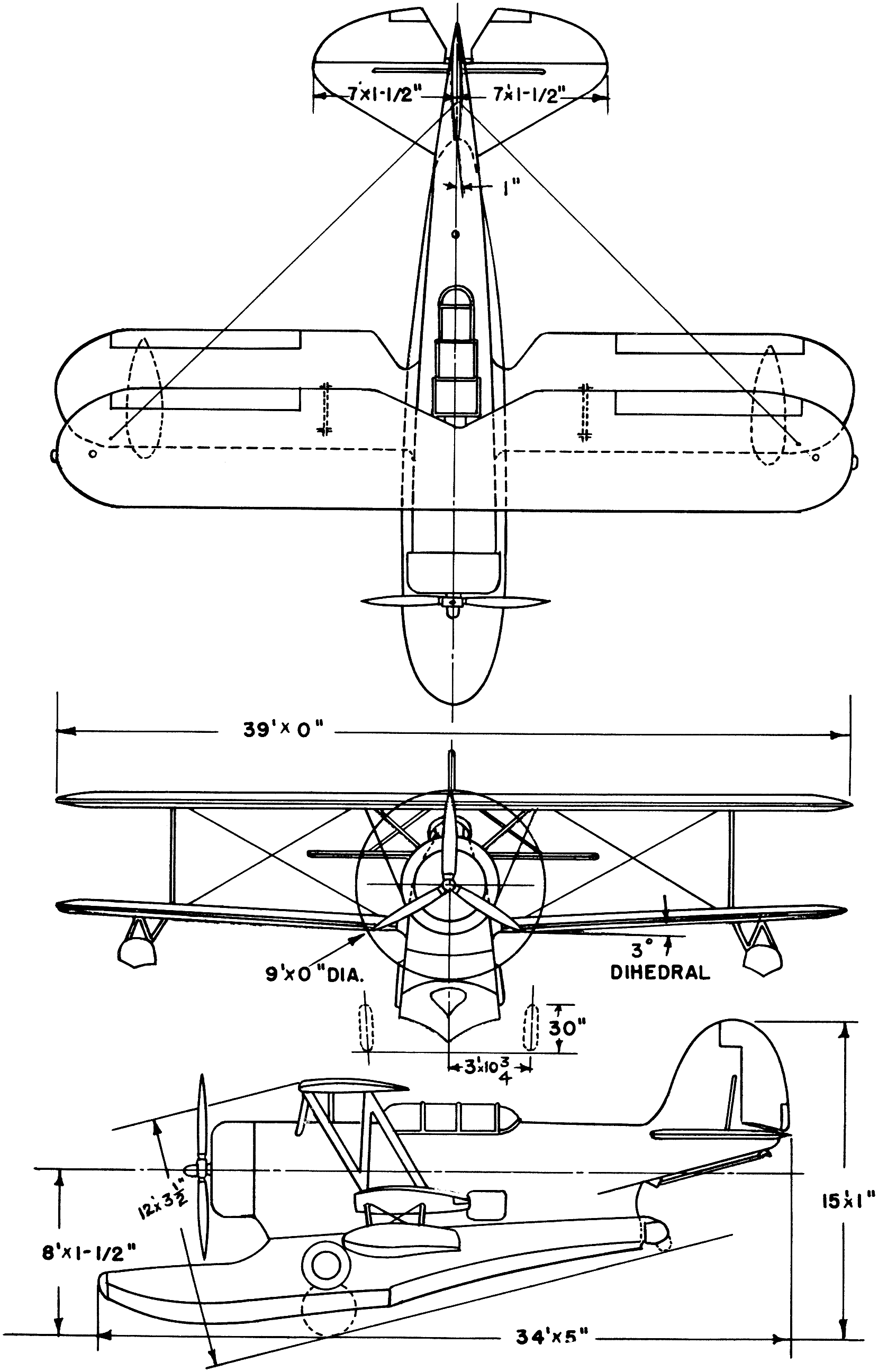
Třípohledový nákres J2F

Údaje dle

### Technické údaje
- Osádka: 2-3
- Rozpětí: 11,89 m
- Délka: 10,37 m
- Výška: 4,62 m
- Nosná plocha: 38,05 m²
- Hmotnost prázdného letounu: 2472 kg
- Vzletová hmotnost normálně: 3310 kg
- Vzletová hmotnost s přetížením: 3525 kg
- Pohonná jednotka: 1 × hvězdicový devítiválec Wright R-1820-54 Cyclone, čtyřdobý zážehový vzduchem chlazený
  - Vzletový výkon motoru: 1050 hp (783 kW)

### Výkony
- Maximální rychlost u země: 283 km/h
- Maximální rychlost v 4300 m: 306 km/h
- Cestovní rychlost: 170 km/h
- Dostup: 8140 m
- Počáteční stoupavost: 6,8 m/s
- Dolet s 567 l paliva: 1086 km
- Dolet s 147 kg pum: 882 km

### Výzbroj
- Zpravidla žádná, případně dva kulomety Browning ráže 7,62mm a 2 hlubinné pumy o hmotnosti po 325 librách (cca 147 kg)